# 岡屋村
岡屋村（おがやむら）は、広島県甲奴郡にあった村。現在の府中市の一部にあたる。

## 地理
井永川の上流域に位置していた。

## 歴史
- 1889年（明治22年）4月1日、町村制の施行により、甲奴郡岡屋村が単独で村制施行し、岡屋村が発足[1][2]。佐倉村、井永村、水永村、斗升村、岡屋村、階見村の町村組合を結成し役場を岡屋村に設置[1]。
- 1895年（明治28年）10月1日、甲奴郡佐倉村、井永村、水永村、斗升村と合併し、清岳村を新設して廃止された[1][2]。

### 地名の由来
山麓一帯の丘陵地に民家が点在することによる。

## 産業
- 農業[1]